# 幸せパズル
『幸せパズル』（しあわせパズル、Rompecabezas）は2010年のアルゼンチンおよびフランスの映画。ナタリア・スミルノフ監督の1作目の長編映画で、出演はマリア・オネット、ガブリエル・ゴイティ、アルトゥーロ・ゴッツなど。ひとりの中年の主婦がジグソーパズルに出会い、それをきっかけに自分の人生を切りひらこうとするドラマ映画である。本作は2009年の第57回サン・セバスティアン国際映画祭でカサ・デ・アメリカ賞を受けたほか、2010年の第60回ベルリン国際映画祭や、第24回フリブール国際映画祭のコンペティション部門に出品された。

## キャスト
- マリア - マリア・オネット
- フアン - ガブリエル・ゴイティ
- ロベルト - アルトゥーロ・ゴッツ
- ガルロッタ - エニー・トライレス
- フアン・パブロ - フェリペ・ビリャヌエバ